# Читра (балет)
«Читра» (азерб. Çitra) — советский балет в двух действиях композитора Ниязи. Либретто Натальи Даниловой по мотивам поэмы Рабиндраната Тагора «Читрангада».

## История создания
Ниязи увлекли философская глубина, гуманистический пафос, тонкая лирическая настроенность, привлекательные душевной красотой фигуры главных персонажей поэмы Р. Тагора «Читрангада»: скитальца-отшельника Арджуны и Читры, грозной воительницы, сражённой чарами любви.

## Либретто балета
В лесной тиши, в уединении некогда отважный воин, а ныне отшельник Арджуна предаётся размышлениям о смысле жизни, о таинствах бытия. Ничто на земле не достойно внимания, говорит себе юноша, даже любовь. Это чувство непостоянно, изменчиво. Женское сердце лживо и коварно. Под влиянием этих мыслей Арджуна даёт себе обет безбрачия, замыкает своё сердце для любви. Напрасно красавицы бросают в сторону могучего витязя пламенные взоры — он глух к их призывам.
Чувство любви неведомо и Читре, дочери могущественного властителя-раджи. Природа не наделила девушку красотой. Читра сознает это и не помышляет о любви, ведёт жизнь простого охотника: на коне с луком руках она проводит целые дни в лесу. Здесь, в лесной чащобе, на берегу величавой реки девушка-воительница и повстречала Арджуну. Облик сурового отшельника поразил Читру. С волнением вглядывалась она в прекрасное лицо юноши, смотрела в его глаза, подёрнутые дымкой печали. Неведомо доселе чувство вспыхнуло в груди Читры. Она поняла, что отныне не сможет жить вдали от Арджуны.
С отчаянием девушка убеждается, что Арджуна не разделяет её чувств, он глух к биению её раненого сердца. Горю Читры нет границ. Она как бы прозревает, начиная понимать, что самое великое благо на земле — любовь. Вконец измучившаяся и исстрадавшаяся Читра обращается за помощью к богу любви Мадане, и тот дарует ей красоту, перед которой не способен устоять ни один смертный.
В новом сверкающем обличье, полная неотразимой грации, Читра отправляется на свидание к Арджуне. Ослеплённый её красотой, юноша не сводит восхищённого взгляда с лица незнакомки. Беспредельная любовь вспыхивает в сердце сурового воина.
Вереницей пролетают дни над лесной хижиной, где живут Арджуна и Читра, ставшие мужем и женой. Однако их любовь не безоблачна. Читру постоянно терзает сознание совершённого обмана. В глубине души она сознает, что Арджуна любит не её, Читру, а несравненную красавицу, созданную властью бога любви Маданы. Во имя своей любви девушка решается на отчаянный шаг: после долгих и мучительных раздумий она открывает любимому страшную и тяжкую тайну. В тот же момент на глазах Арджуны происходит метаморфоза в Читре — она принимает своё прежнее обличье. Но это не отвращает Арджуну. Неброская внешность Читры больше не заслоняет от Арджуны красоту её души. Юноша начинает понимать всё величие душевного подвига Читры, видеть возвышенность её сердца. Любовь с новой силой вспыхивает в груди отважного воина. Лишь теперь Арджуна и Читра познают подлинное счастье.

### Действующие лица
- Читра
- Арджуна
- Мадана

### Действия
Действие первое:
1. Вступление и выход Арджуны
2. Танец Арджуны
3. Вариация Арджуны
4. Адажио
5. Танец Читры
6. Царство Маданы
7. Мольба Читры
8. Появление и танец Маданы
9. Заклинание Маданы

Действие второе:
1. Лесной пруд
2. Танец радости Читры
3. Адажио
4. Танец с лампадами
5. Танец влюблённых
6. Читра и Арджуна печальны
7. Читра у Маданы
8. Вариация Маданы
9. Финальный танец